# Ras El Agba
Ras El Agba è un comune dell'Algeria, situato nella provincia di Guelma.